# Gargüera de la Vera
Gargüera de la Vera est une commune de la province de Cáceres dans la communauté autonome d'Estrémadure en Espagne.